# پینگری (داکوتای شمالی)
پینگری(به انگلیسی: Pingree) شهری در ایالت داکوتای شمالی کشور ایالات متحده آمریکا است که جمعیت آن در سرشماری سال ۲۰۱۰ میلادی، ۶۰ نفر بوده‌است.